# Szécsi Ferenc (színművész)
Szécsi Ferenc, Schiller (Herkulesfürdő, 1913. július 11. – Budapest, 1974. március 1.) magyar színész, rendező, érdemes művész.

## Pályafutása
Schiller (Szécsi) Ferenc színész és Bártfai Ilona fia. Gyerekszínészkénr kezdte pályáját, Szécsi Ferkó néven már hároméves korától. A budapesti Zrínyi Gimnáziumban tette le az érettségi vizsgát. 1938-ban szerzett oklevelet a Színművészeti Akadémián, majd 1938–39-ben a Belvárosi Színházban játszott. 1939-ben néhány hónapig Kassán szerepelt, majd 1939–40-ben Erdélyi Mihálynál lépett színpadra. 1941-ben házasságot között Ferenczy Saroltával. 1941 és 1944 között Kolozsváron játszott, majd 1944–45-ben megszervezte a marosvásárhelyi magyar társulatot. 1946–48-ban a budapesti Vígoperában volt főrendező, 1948 és 1957 között pedig rendezőként dolgozott a Magyar Rádiónál, később ugyanitt osztályvezető volt, 1954-től pedig a stúdió osztály vezetője. 1957-ben ő rendezte a televízió első stúdiójátékát (Offenbach: Eljegyzés lámpafénynél). 1957–59-ben több egészségügyi ismeretterjesztő filmet is rendezett. 1959 és 1964 között az Állami Déryné, 1964–65-ben a Fővárosi Operett-, 1965 és 1973 újból az Állami Déryné Színházban volt rendező, közben 1964-ben az Irodalmi Színpadon is rendezett. 1950-től 1953-ig a Színház- és Filmművészeti Főiskola beszédművészet tanára volt. Többnyire jellem- és bonvivánszerepekben láthatta a közönség. Gyógyíthatatlan betegsége miatt önkezével vetett véget életének.

## Fontosabb színházi szerepei
- Csaba királyfi (Harsányi K.: Ellák)
- Mátyás (Szentjóbi Szabó László: Mátyás király, vagy A nép szeretete jámbor fejedelmek jutalma)
- Móka (Tamási Áron: Énekes madár)
- Ottó (Katona József: Bánk bán)
- Osrick (William Shakespeare: Hamlet)

## Fontosabb rendezései
- Molière: Tartuffe;
- Szophoklész: Elektra;
- Vörösmarty Mihály: Csongor és Tünde;
- Heltai Jenő: A néma levente;
- Móricz Zsigmond: Légy jó mindhalálig;
- Móricz Zsigmond: Rokonok;
- Illyés Gyula: Fáklyaláng;
- Németh László: Villámfénynél;
- Kleist: Az eltört korsó;
- Shakespeare: A makrancos hölgy;
- Shakespeare: Vízkereszt vagy amit akartok;
- Kodály Zoltán: Háry János;
- Madách: Az ember tragédiája;
- García Lorca: Bernarda Alba háza;
- John Osborne: Dühöngő ifjúság;
- Gyurkó László: Szerelmem, Elektra;
- Zerkovitz Béla: Csókos asszony;
- Huszka Jenő: Lili bárónő.

## Magyar Rádió
- Kemény Egon - Ignácz Rózsa - Soós László - Ambrózy Ágoston: „Hatvani diákjai” (1955) Rádiódaljáték 2 részben. Történik: 1780-ban. Színhely: a Debreceni Református Kollégium. Szereplők: Hatvani professzor – Bessenyei Ferenc, Kerekes Máté – Simándy József, női főszerepben: Petress Zsuzsa, további szereplők: Mezey Mária, Tompa Sándor, Sinkovits Imre, Zenthe Ferenc, Bende Zsolt, Horváth Tivadar, Kovács Károly, Kőváry Gyula, Hadics László, Gózon Gyula, Csákányi László, Dénes György és mások. Zenei rendező: Ruitner Sándor. Rendező: Molnár Mihály és Szécsi Ferenc. A Magyar Rádió (64 tagú) Szimfonikus Zenekarát Lehel György vezényelte, közreműködött a Földényi-kórus 40 tagú férfikara.

## Filmszerepei
- Elnémult harangok (1916) – A kurátor unokája
- A gyanú (1917) – Irén kisfia
- A Nagy Úr (1917, rövid játékfilm) – a lány öccse
- A tűz (1917) – Mari kisfia kétéves korában
- Egy krajcár története (1917)
- Három hét (1917) – Vjera kisfia
- Koldusgróf (1917) – a kis gróf
- A kétlelkű asszony (1918) – Oláh Palika
- Jön az öcsém (1919, rövid játékfilm) – gyerek
- Tilos a csók (1919) – gyerek
- Gyermekszív (1920) – Humphrey
- Lengyelvér I-II. (1920) – kis Janek
- Névtelen vár I-II. (1920)
- A megfagyott gyermek (1921) – Lacika
- A shimmy király (1921, szkeccs)
- A kis lord (1922, szkeccs) – Cedrik
- A szív rejtelmei / Kitty virágai c. epizód (1922) – Jimmy
- Meseország (1922)
- Szent Péter esernyője (1922)
- A három árva (1923) – Gida
- Egri csillagok (1923)
- Kolumbusz Kristóf (1923) – Diego
- Leánybecsület (1923) – Gyuri
- A Pál utcai fiúk (1924) – Geréb
- Az őrszem (1924)
- Tokaji rapszódia (1937) – Miklós barátja
- Az örök titok (1938) – Grisable csendőrhadnagy, Jeanette udvarlója
- Tiszavirág (1938, magyar-német) – halász
- Zúgnak a szirénák (1938)
- Bercsényi huszárok (1939) – Kolos, huszár
- Mindenki mást szeret (1940) – segédrendező
- András (1941) – Viheczky, hivatalsegéd
- Gyurkovics fiúk (1941) – Kovács hadnagy
- Alkalom (1942)
- Csalódás (1943)
- Szováthy Éva (1943)
- Sárga kaszinó (1943)
- Zöldár (1965) – Csiky, tanár

Szinkronszerepei
- Tűz a Marica partján (1952) (magyar változat, 1953)

## Diszkográfia
- Kemény Egon – Ignácz Rózsa – Soós László – Ambrózy Ágoston: Hatvani diákjai daljáték, CD dupla-album. Breaston & Lynch Média, 2019.